# Grévin & Cie
Grévin & Cie (auch: Grévin et Cie) ist ein 1989 gegründetes Unternehmen, das aus dem Parc Astérix bei Paris hervorging. Bis 1999 hieß das Unternehmen Parc Asterix SA.
Grévin et Cie hat sich auf den Kauf von regionalen Themenparks sowie Naturparks (z. B. Dolphinarien, Autosafari-Parks) spezialisiert. Das dritte Standbein sind die Touristenattraktionen (Wachsfigurenkabinette, Miniaturparks).
Die Muttergesellschaft Compagnie des Alpes (CdA) hält seit einer Übernahmeaktion im August 2002 mindestens 95,87 % der Anteile. Die Gesellschaft gehört vollständig zur CdA und ist daher nicht mehr an der Börse gelistet. In ihren 21 Parks und Attraktionen empfing die Gruppe 2006 fast 10 Millionen Besucher und generierte dadurch 220 Millionen Euro Umsatz.

## Geschichte
Die Geschichte der Grévin & Cie beginnt in den 1980er-Jahren mit dem Bau des "Parc Asterix" bei Paris, der schließlich 1989 eröffnet wird. Der Park ist eine eigenständige Gesellschaft, aus der später die Grévin & Cie entsteht.

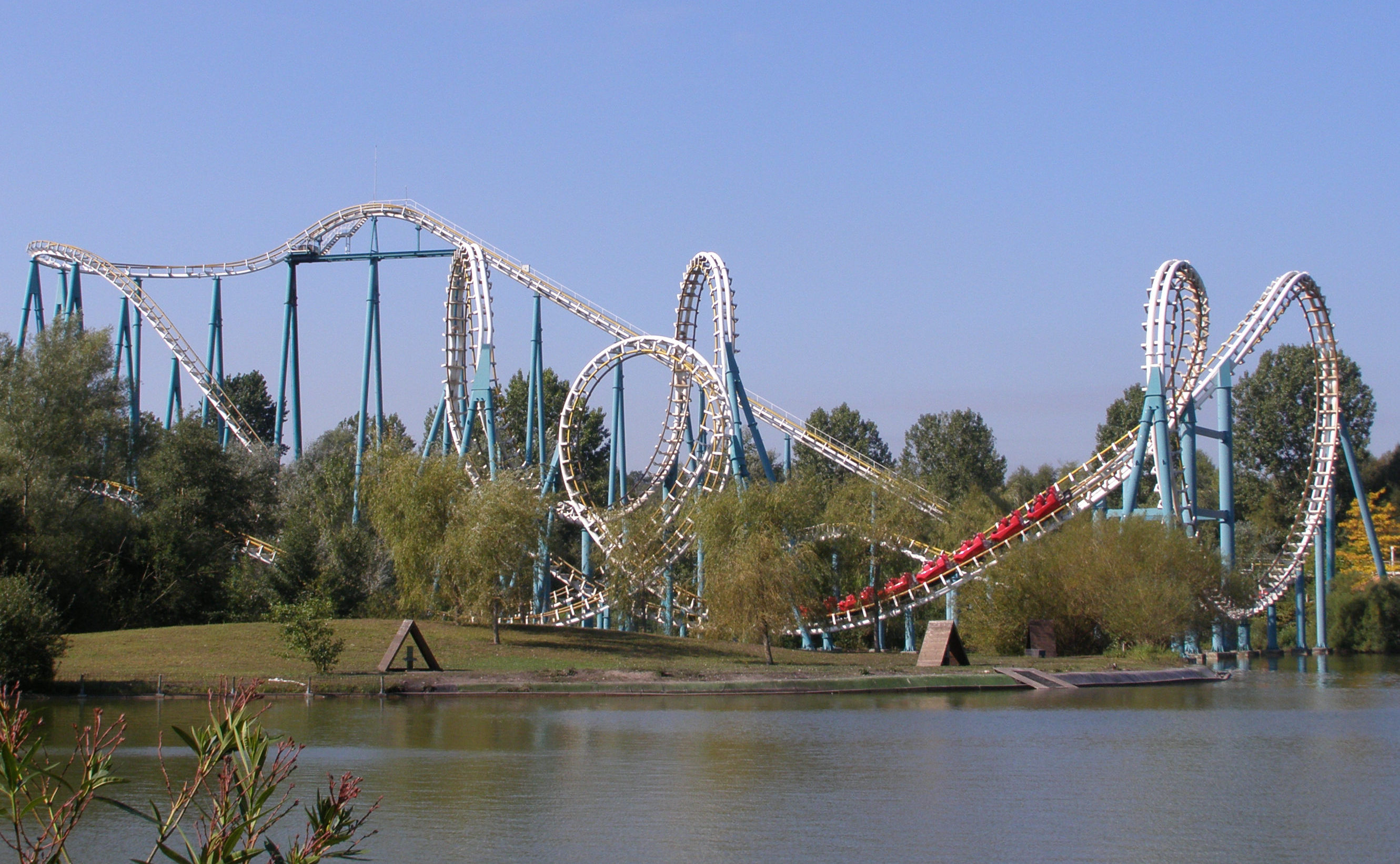
Achterbahn im Parc Asterix

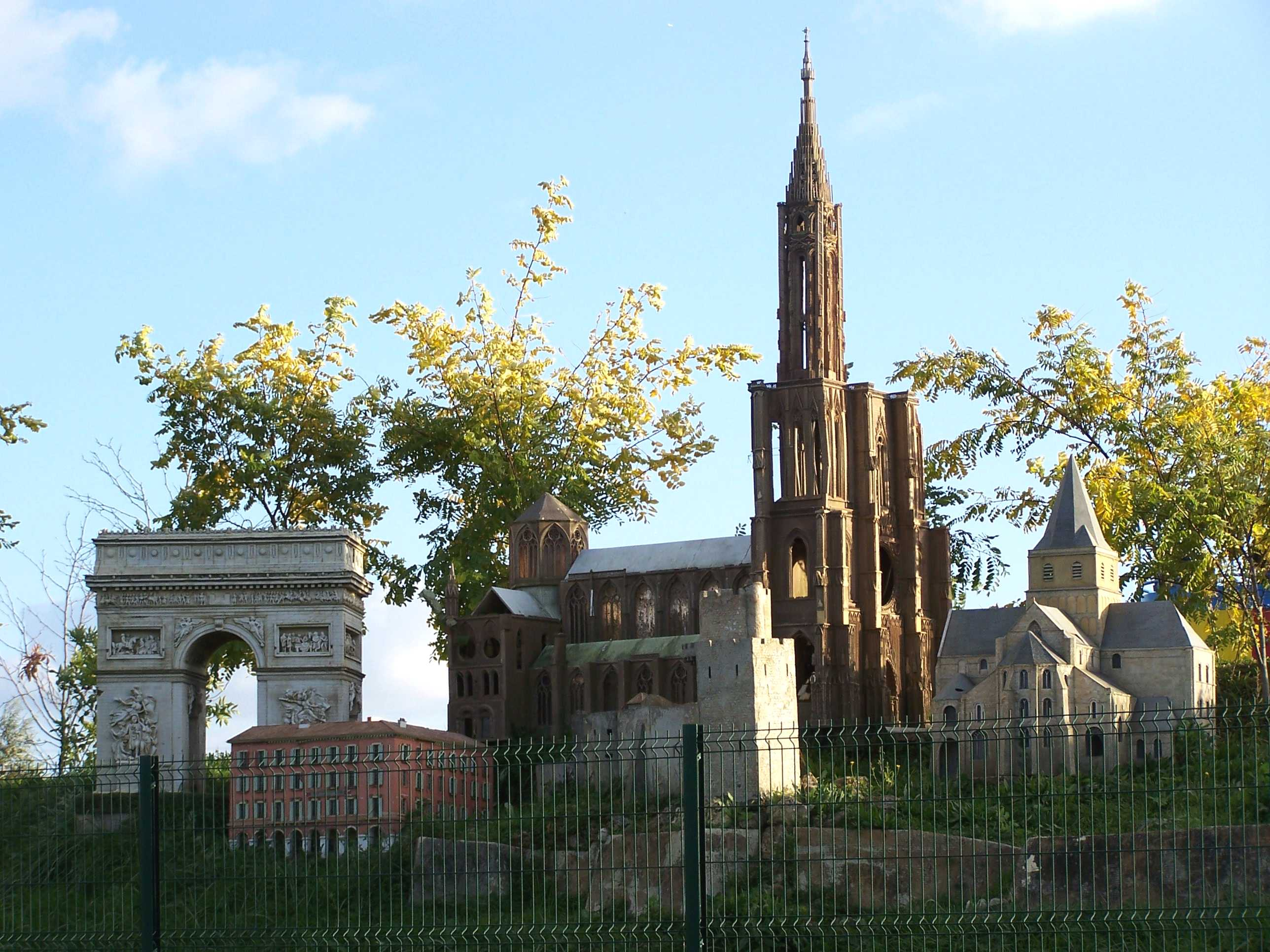
Der Miniaturpark France miniature

Im Jahr 1996 kaufte der Parc Asterix das "Grand Aquarium Saint-Malo" (Bretagne) und investierte in einen Unterwassersimulator und weitere Aquarien. Damit ist der Parc Asterix als Betreibergesellschaft nicht mehr allein im Parc Asterix aktiv, sondern auch in anderen Parks tätig. 1997 folgte dann der Börsengang des Parc Asterix.
1999 übernahm die junge Aktiengesellschaft Parc Asterix SA das traditionsreiche Pariser Wachsfigurenkabinett Musée Grévin und benennt sich umgehend in den heutigen Namen Grévin et Cie um. Parallel wurde weiter expandiert und so der Miniaturpark France miniature 25 km westlich von Paris übernommen. Dazu wurde in Indoorausstellungen und weitere Attraktionen investiert. So gelang es dem bisher defizitären Park "France miniature", innerhalb von zwei Jahren in die Gewinnzone vorzustechen und eine Entwicklung zum größten Miniaturenpark Europas hinzulegen. Zusätzlich übernahm das durch den Börsengang kapitalstarke Unternehmen Grévin et Cie den "Parc Bagatelle" in der Bretagne mit 375.000 Besuchern im Jahr.
Im Jahr 2001 wagte Grévin sich bei der Expansion erstmals ins Ausland und übernahm Europas größtes Dolphinarium, das "Dolfinarium Harderwijk" und den "Avonturenpark Hellendoorn" nahe der deutschen Grenze mit ca. 350.000 Besuchern. 2002 tätigte das Unternehmen auch neu Investitionen in Deutschland durch den Kauf des im Sauerland gelegenem Themenparks Fort Fun Abenteuerland. Es folgte ebenfalls 2002 die Übernahme des "Aquarium Val du Loire" sowie des dazugehörenden Miniaturenparks "Mini Chateux Val du Loire", der alle Loireschlösser im Maßstab 1:32 bietet.
Mitte 2002 wurde die stark wachsende Grévin et Cie selbst geschluckt, und zwar von der Compagnie des Alpes (CdA), dem weltgrößten Betreiber von Skistationen. Die Compagnie des Alpes übernahm 60 Prozent der Anteile an Grévin & Cie. CdA wiederum ist ein Unternehmen der "Caisse de Dépôts". Die Übernahme hat am Übernahmekurs wenig geändert, und so wurde 2003 mit dem "Aquaparc" in Le Bouveret am Genfersee (Schweiz) mit 7 Rutschen das erste Erlebnisbad übernommen. Nach der Übernahme wurde eine Trichterrutsche errichtet. Zum Ende des Jahres 2003 zeigte Grévin et Cie Interesse am seit 2001 geschlossenen Spreepark in Berlin. Geplant war, den Park, so wie er zurückgelassen wurde, im Jahr 2004 wieder in Betrieb zu nehmen, jedoch sollte von der Gesamtfläche lediglich 15 Hektar für den Park und 4 bis 5 Hektar für Parkmöglichkeiten genutzt werden. In den drei Folgejahren sollten weitere Attraktionen entstehen. Die Übernahme scheiterte, weil der Berliner Senat nicht damit einverstanden, der von Grévin & Cie gestellten Forderung, wonach die Stadt Berlin das gar nicht zum ursprünglichen Parkgelände gehörende angrenzende Waldgrundstück mit Uferlinie dem Park vergünstigt dazugeben sollte, nachzukommen. Argumentiert wurde damit, dass dieses erheblich wertvollere Grundstück den Wert der Anlage steigern würde und der angebotene Übernahmepreis nicht gerecht sei. Man zog dann Tivoli als Investor vor, der allerdings bis heute noch kein Geld in das Gelände investierte.
Anfang 2004 rettet Grévin & Cie den defizitären Panorama-Park Sauerland in Kirchhundem bei Olpe aus der Insolvenz. Ebenfalls 2004 übernimmt die Gesellschaft "Pleasurewood Hills", einen Freizeitpark in England. Im April des Jahres 2005 übernimmt Grévin et Cie den Planète Sauvage in der Bretagne, einem großen Tierpark mit Delfinarium und Autosafari. Der Park kann auf beachtliche Zuchterfolge zurückblicken. Die Compagnie des Alpes besitzt mittlerweile 99 Prozent des Kapitals von Grévin et Cie und plant das Unternehmen vollständig zu übernehmen. Im Jahr 2005 arrangiert Grévin & Cie mit der Übernahme des "La Mer de Sable", einem Freizeitpark in einer natürlichen Wüste nahe Paris eine zweite Übernahme. Dieser Park liegt nur 3 Kilometer vom Parc Asterix entfernt.

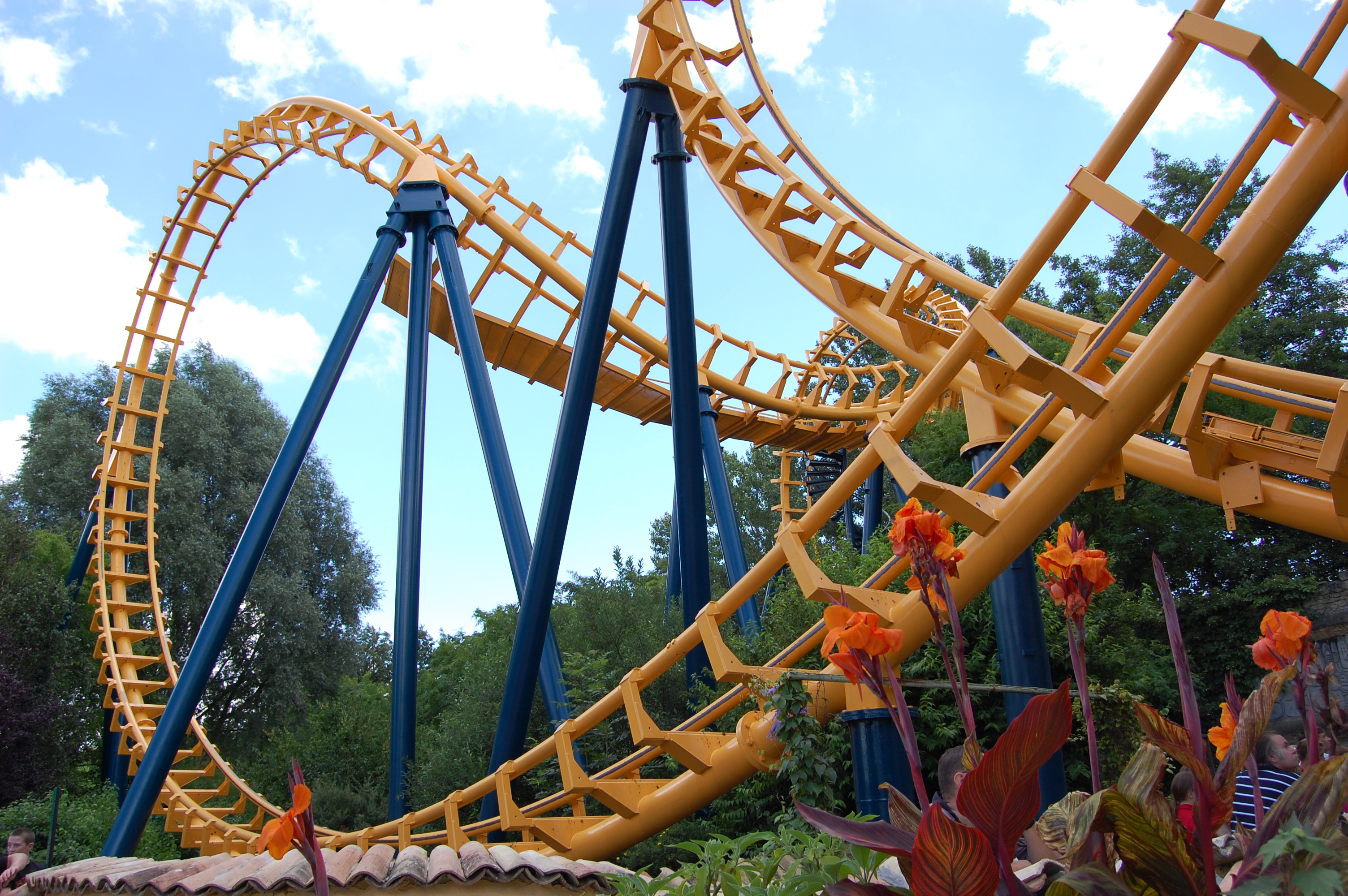
Eine Achterbahn im 2006 übernommenen Park Bellewaerde

2006 wird mit der Eröffnung des in zwei Bauabschnitte unterteiltem Biologie- und Wissenschaftserlebnisparkes Le Bioscope bei Straßburg nahe dem deutschen Kehl erstmals seit dem Parc Asterix ein in Eigenregie geplanter und gebauter Park eröffnet.
Anfang Mai desselben Jahres verkündet man bei Grévin & Cie die Übernahme von verschiedenen Parks der Star Parks Gruppe, lediglich der Moviepark und Walibi Lorraine werden nicht übernommen. Die fünf übernommenen Themen- und Freizeitparks liegen in Frankreich, Belgien und den Niederlanden und generieren gemeinsam mehr als 3,8 Millionen Besuchern jährlich. Bis auf Bellewaerde sind die restlichen vier Parks mit dem Namen Walibi versehen, für den man auch die Namensrechte übernommen hat.
Im Jahr 2007 zog man sich aus dem Panorama-Park Sauerland zurück und verkaufte die Anlage an den einheimischen Unternehmer Siegfried Hamm. Außerdem zog die Grévin ihr Übernahmeangebot für das Marineland in Antibes zurück, Europas größtem Dolphinarium, nachdem im Park Probleme mit einigen Gebäuden aufgetreten waren. Nach Aussagen der Unternehmensleitung zufolge wird die Gruppe in naher Zukunft keine weiteren Übernahmen mehr tätigen und sich um die Integration der 5 übernommenen "StarParks" kümmern. Mittelfristig, heißt es jedoch, werde man sich an der Konsolidierung der Branche beteiligen.

## Unternehmensstruktur
Die Grévin & Cie ist in mehrere länderbezogene Tochterunternehmen gegliedert.

### Grévin Deutschland GmbH
Grévin ist auf dem deutschen Markt seit 2002 mit der Übernahme des Fort Fun Abenteuerland in Bestwig im Sauerland vertreten. In den ersten beiden Jahren investierte die Gruppe nur wenig in den Park doch seit 2004 wurde in einige neue Shows und Attraktionen investiert. Ende 2003 verkündete man ebenfalls die Übernahme des defizitären Panorama-Park Sauerland in Kirchhundem, der sehr nahe am Fort Fun liegt. Man investierte in neue Fahrgeschäfte, die der Park aus eigenen finanziellen Mitteln erwarb (u. a. durch den Verkauf der ehemaligen Hauptverwaltung in Kirchhundem-Rinsecke) und verkürzte die Öffnungszeiten (Saison von Mai bis Oktober) und brachte den Park 2006 in die Gewinnzone zurück. Zuvor wurden jedoch einige Arbeitsplätze abgebaut, Attraktionen reduziert und das Showprogramm ausgedünnt. Vor der Saison 2008 wurde der Panorama-Park weiterverkauft. Er soll von nun an als Wildpark von regionalen Investoren geleitet werden.
Beide Parks zusammen kamen auf geschätzte 650.000 Besucher jährlich. Der Hauptsitz der Deutschlandgruppe befindet sich in Bestwig.
Am 23. Dezember 2011 wurde die Gesellschaft von der One World Holding GmbH & Co. KG, ebenfalls mit Hauptsitz in Bestwig, übernommen.
Dieser Vertrag wurde einige Wochen später rückgängig gemacht, da es sich bei dem Käufer um einen Betrüger handelte.

### Grévin France SA
Die Grévin France ist die größte Einheit innerhalb des Konzerns. Sie ist der zweitgrößte Parkbetreiber Frankreichs nach Disney. Ihr gehören neun Parks/Touristenattraktionen an, allen voran der Parc Asterix mit 1,8 Mio. Besuchern im Jahr, dem ein parkeigenes Hotel angeschlossen ist. Im Gegensatz zu seinem großen Nachbarn Disneyland arbeitet der Parc Asterix hoch profitabel. In direkter Nachbarschaft zum Parc Asterix befindet sich mit Mer de Sable ein weiterer Park der Gruppe. Außerdem betreibt man noch das Musée Grévin, mit 600.000 Besuchern im Jahr die größte private Touristenattraktion von Paris, sowie diverse Aquarien, Miniaturenparks und Themenparks, darunter zum Beispiel den Parc Bagatelle, die französischen Walibi Ableger Walibi Rhône-Alpes und Walibi Aquitaine oder den Wissenschaftspark Bioscope nahe der deutschen Grenze bei Kehl.

### Grévin Belgium B.V.
In Belgien ist man Marktführer mit insgesamt knapp 2,1 Mio. Besuchern jährlich. Die betriebenen Parks heißen Bellewaerde Park sowie Walibi Belgium mit dem angeschlossenen Erlebnisbad Aqualibi. Walibi hat hierbei in Belgien eine Markenbekanntheit von über 90 Prozent, daher sehen viele Belgier Walibi als ihr eigenes Disneyland, wenngleich auch der Vergleich in puncto Größe der Anlagen etwas hinkt. Beide Parks waren Bestandteil der ehemaligen Six Flags European Division (später Star Parks).

### Grévin Nederlands N.V.
Hier betreibt man das Dolfinarium Harderwijk mit 800.000 Besuchern, den Avonturenpark Hellendoorn mit 500.000 Besuchern sowie den Themenpark Walibi World mit 800.000 Besuchern pro Jahr.
Laut eigenen Aussagen ist man in den Niederlanden Marktführer und Holland das zweitwichtigste Standbein nach Frankreich.

### Rest
Außerdem betreibt man noch den Aquaparc in Le Bouveret in der Schweiz mit ca. 315.000 Besuchern sowie den englischen Freizeitpark Pleasurewood Hills mit 250.000 Besuchern pro Jahr.